# Vinkällare

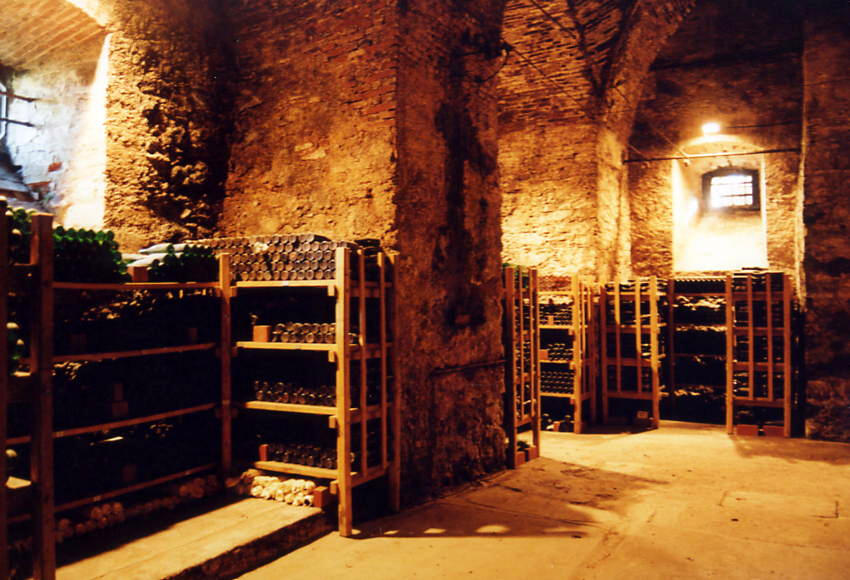
Vinkällare på Schloss Seggau, Tyskland

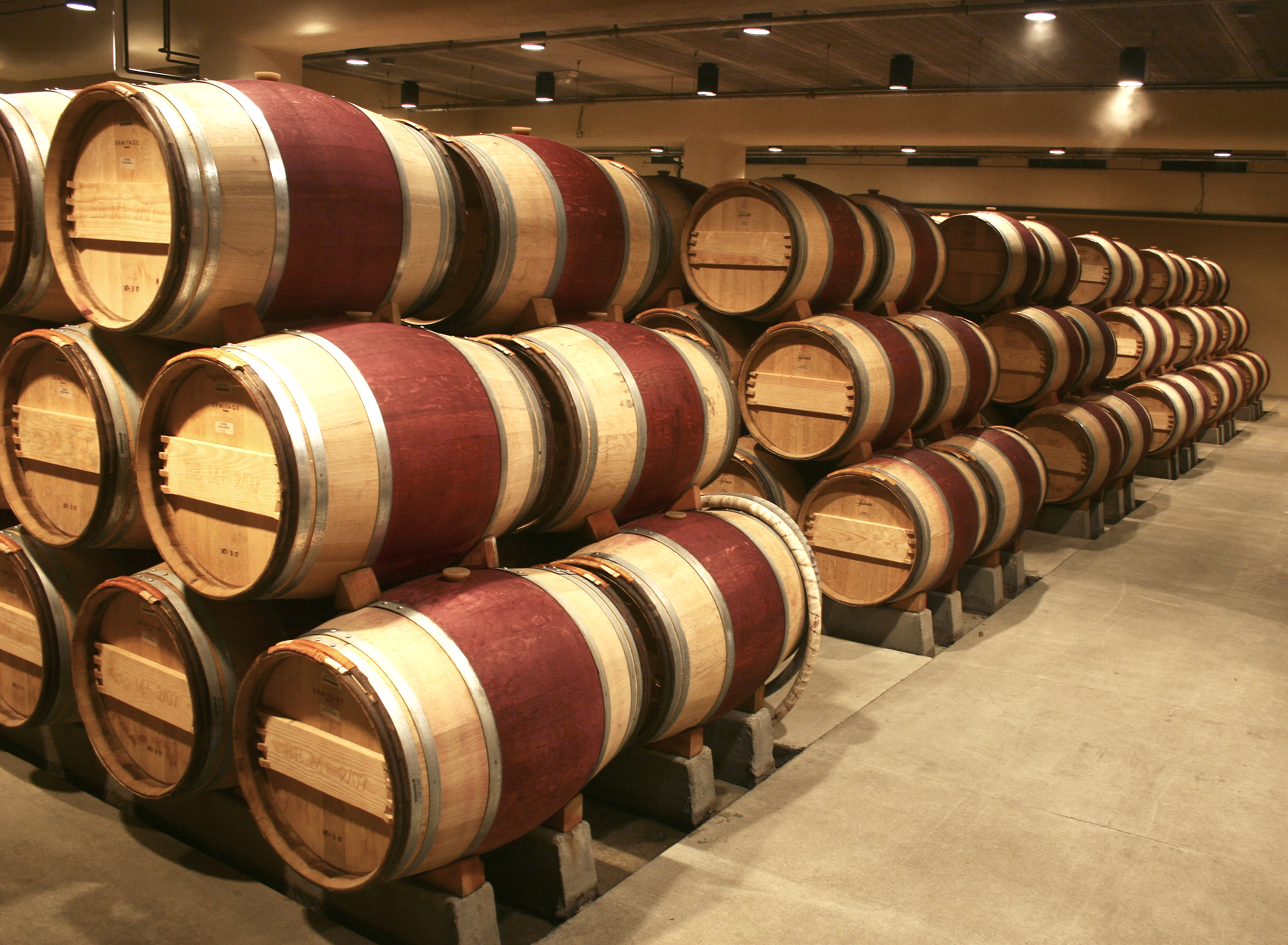
Lagring i fat hos Robert Mondavi i Oakville, Napa Valley, USA

En vinkällare är ett lagerutrymme för vin i flaskor och på fat. Begreppet används både om lager hos vinproducenter, grossister och förbrukare såsom restauranger och privatpersoner. Lagring på fat förekommer i första hand hos vinproducenter.

## Funktion
För att garantera ett bra lagringsklimat i en vinkällare är dessa i regel anordnade under marken, alltså i källarrum eller -valv, bergrum eller i speciellt byggda rum under jorden. Man eftersträvar konstant temperatur och mörker. Idealtemperaturen för lagring av vin ligger på + 13 °C. Ibland ges även möjlighet av vinodlaren att låta sina kunder provsmaka vinet, då är en del av vinkällaren inredd som en liten restaurang.

## Sverige
I Sverige förknippas begreppet vinkällare även med äldre tiders utskänkningsställe för vin. 

### Stockholm
I början av 1700-talet fanns det i Stockholm cirka 800 utskänkningsställen, av dessa var omkring 600 krogar och resten var vinkällare samt traktörställen. För transporten av vinfaten från fartyg till vinkällare svarade vindragare. Vinmannen och senare vinskänken skötte försäljning och utskänkning av vin. År 1703 beslutade kommerskollegium att utskänkningsställen för vin skulle ha en skylt i form av en vinlövskrans på husets fasad. En sådan finns sedan 1721 fortfarande kvar på sin plats utanför "Den Gyldene Freden" i Gamla stan.

Exempel på äldre krogskyltar i Stockholm
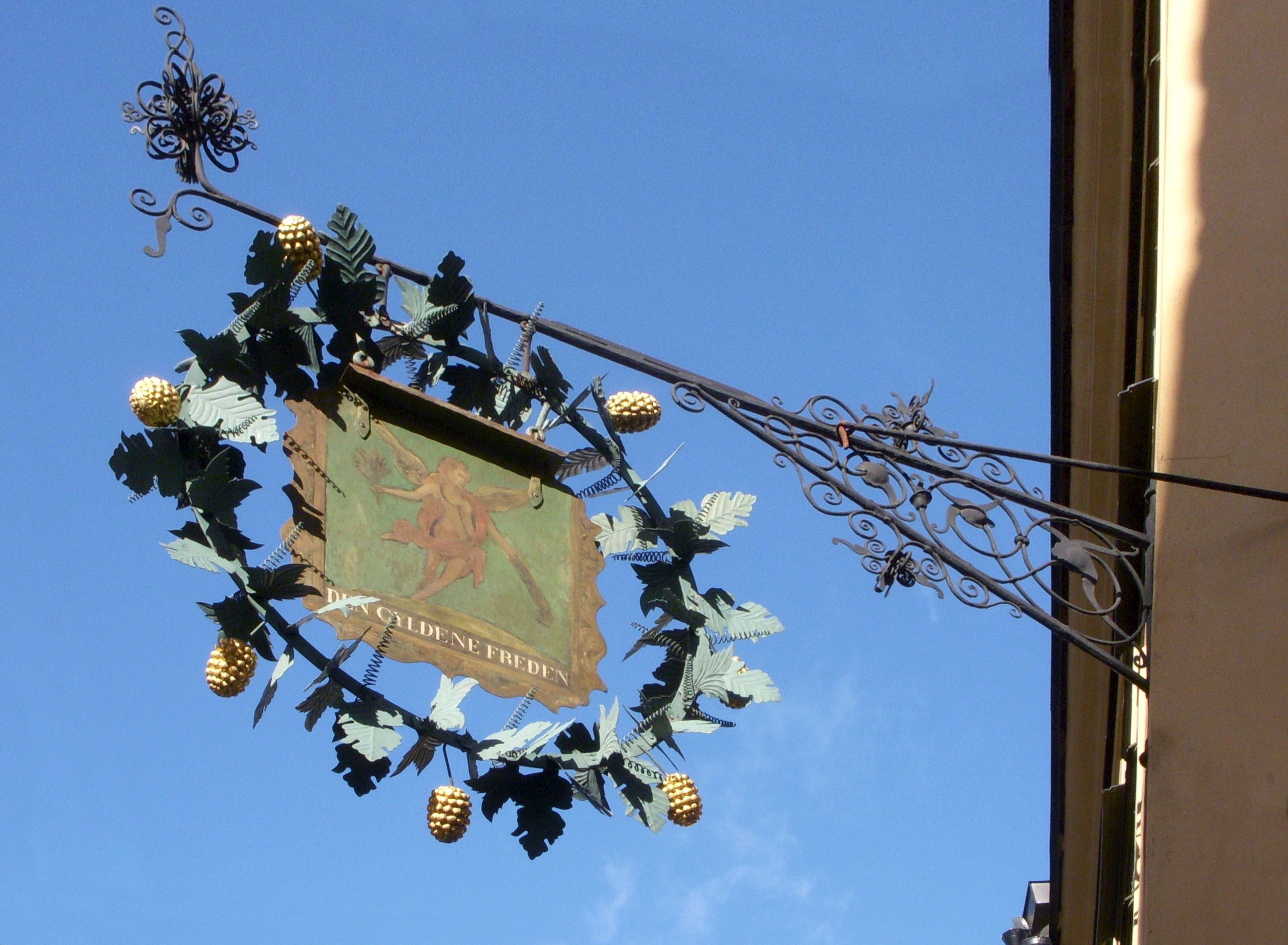
"Den Gyldene Freden" i Gamla stan.
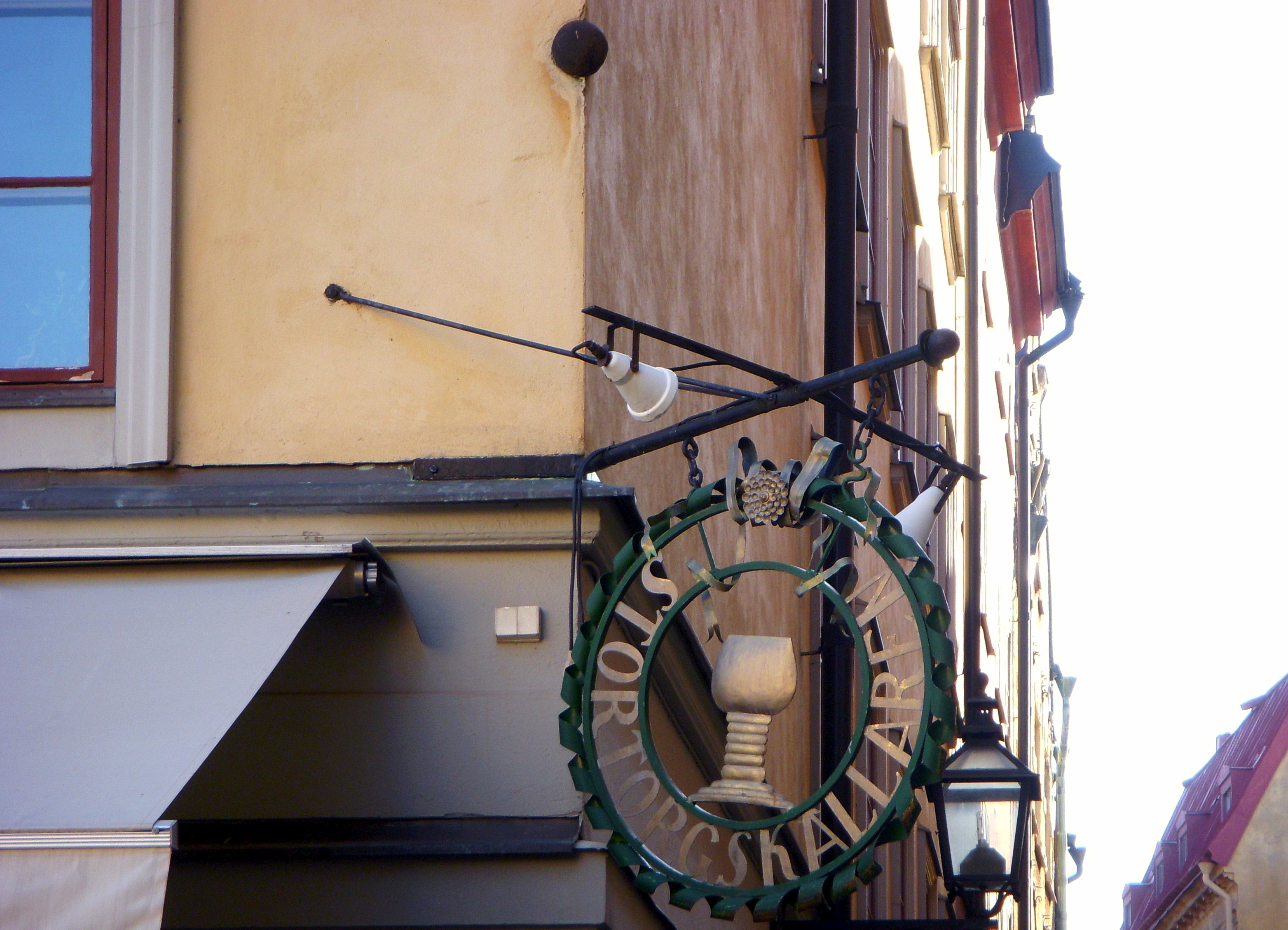
"Stortorgskällaren" vid Stortorget.
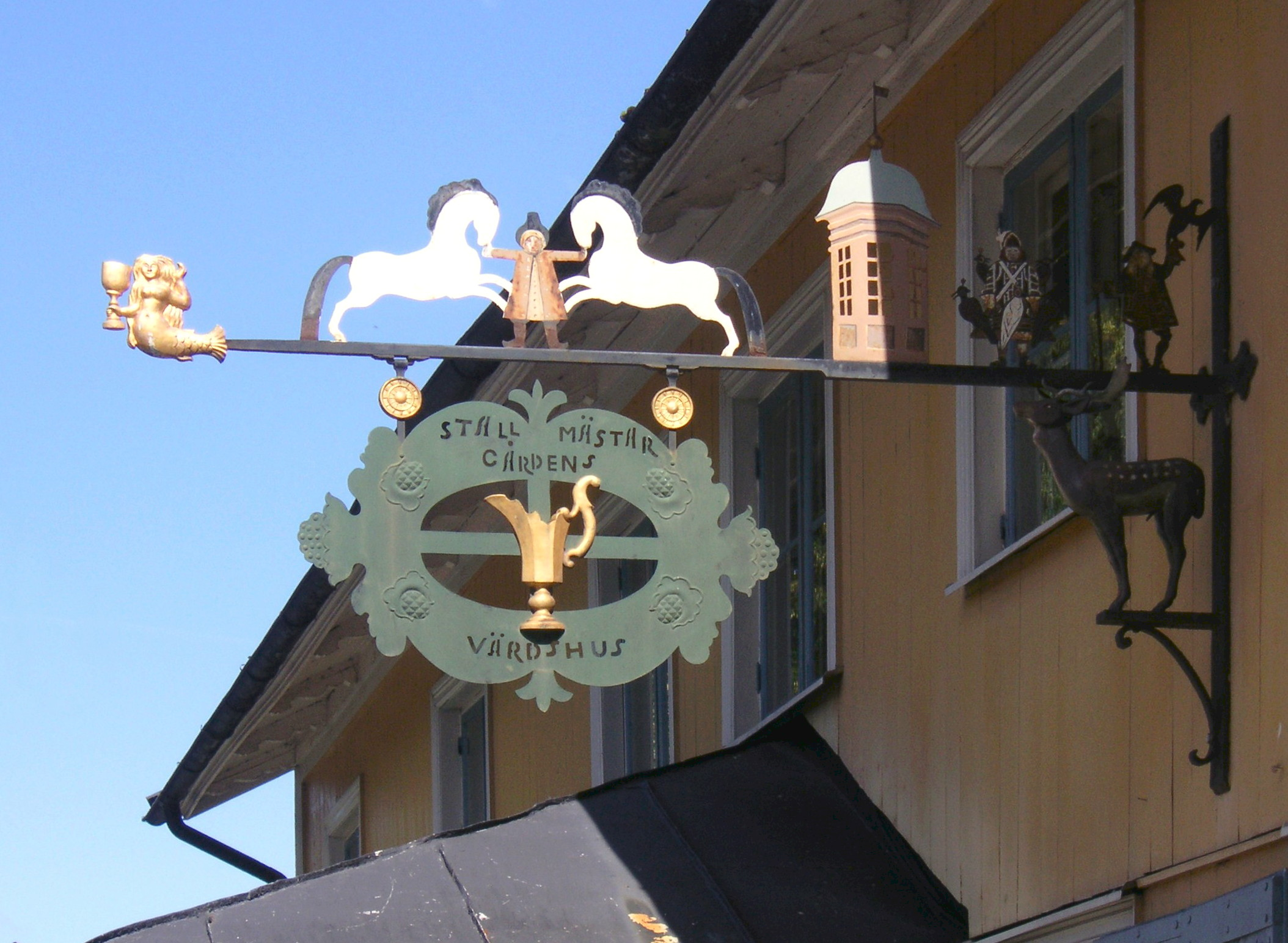
"Stallmästaregården" i Hagaparken i Solna.
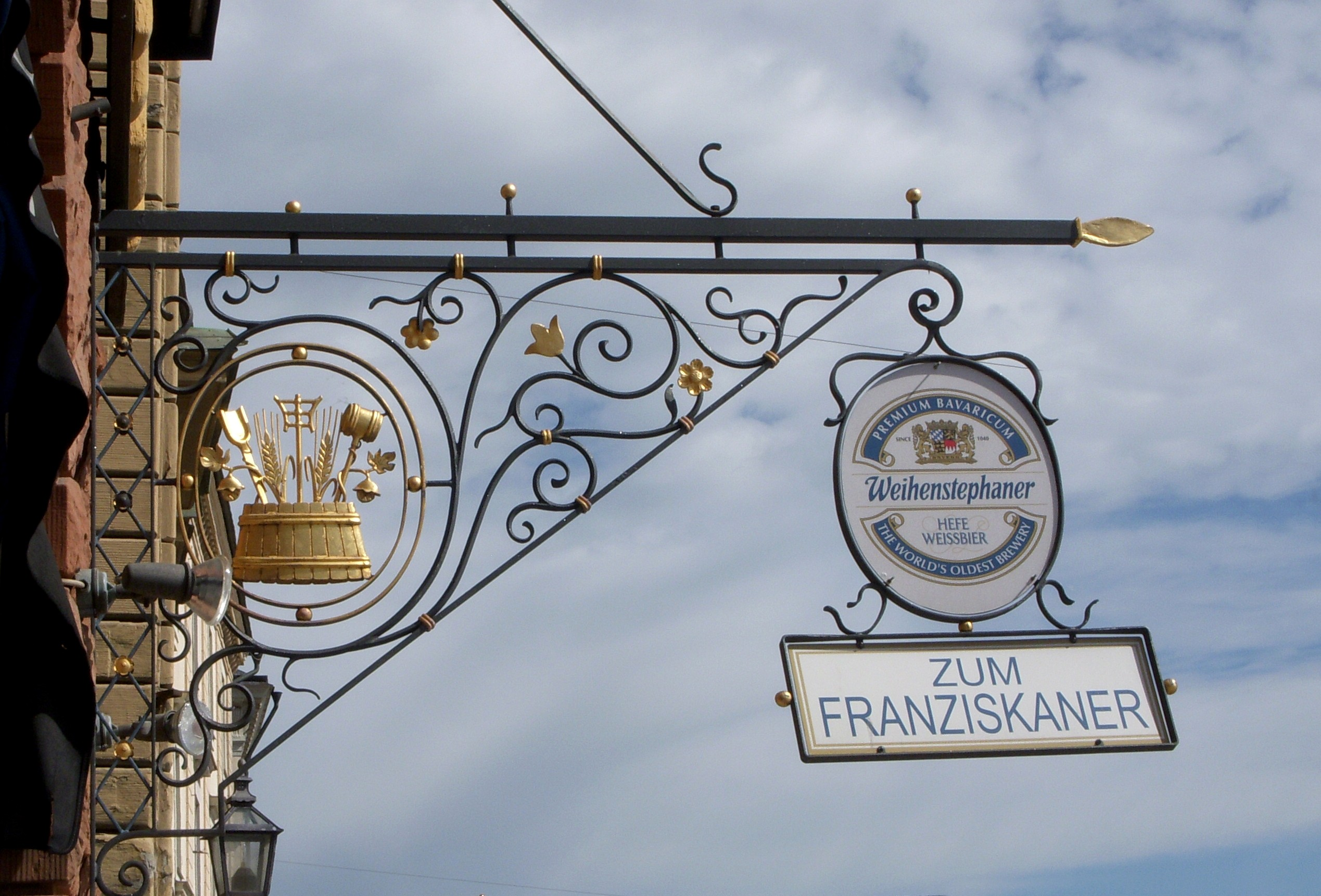
"Zum Franziskaner" i Gamla stan.